# Orsoline dell'unione canadese
Le Orsoline dell'Unione Canadese (in francese Union Canadienne des Moniales de l'Ordre de Sainte-Ursule) sono un istituto religioso femminile di diritto pontificio: le suore di questa congregazione pospongono al loro nome la sigla O.S.U.

## Storia

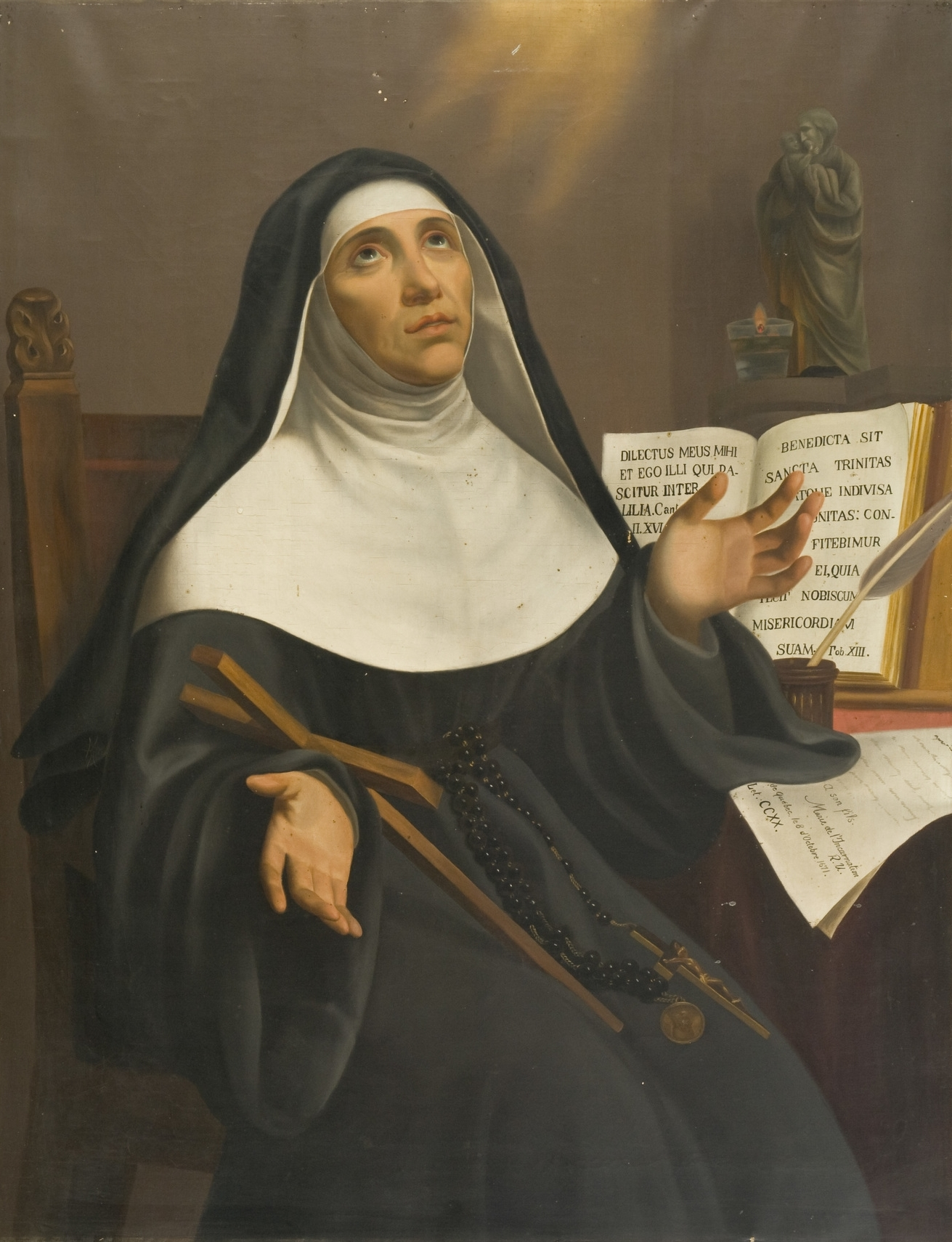
Maria dell'Incarnazione Guyart

Il primo monastero di orsoline in Québec venne fondato nel 1639 da una comunità di religiose francesi guidata da Marie Guyart, in religione madre Maria dell'Incarnazione: poiché alcune orsoline della comunità provenivano dalla congregazione di Tours e seguivano la regola delle orsoline di Bordeaux, altre da quella di Dieppe e osservavano la regola delle monache di Parigi, nel 1641 Maria dell'Incarnazione diede alle orsoline di Québec delle nuove costituzioni, che prevedevano l'osservanza della regola di Parigi e l'abito delle religiose di Tours. Le costituzioni vennero approvate nel 1662 dal vescovo François de Montmorency-Laval che, però, il 17 marzo 1661 fece adottare alle orsoline le regole e costituzioni della congregazione parigina.
Il monastero di Québec fondò in tutto il Canada numerose filiali che, come d'uso negli ordini claustrali, si resero presto indipendenti dalla casa madre; nel 1900 alcune case aderirono all'Unione Romana, le altre vennero riunite nell'Unione Canadese, eretta il 7 giugno 1953; nel 1966 le Orsoline dell'Unione Canadese adottarono i voti semplici.
Maria dell'Incarnazione Guyart è stata beatificata da papa Giovanni Paolo II a Roma il 22 giugno 1980.

## Attività e diffusione
Le Orsoline sono dedite all'istruzione della gioventù.
Oltre che in Canada, sono presenti nelle Filippine, in Giappone e in Perù: la sede generalizia è a Québec.
Al 31 dicembre 2005 l'istituto contava 432 religiose in 48 case.